# Arrestzelle

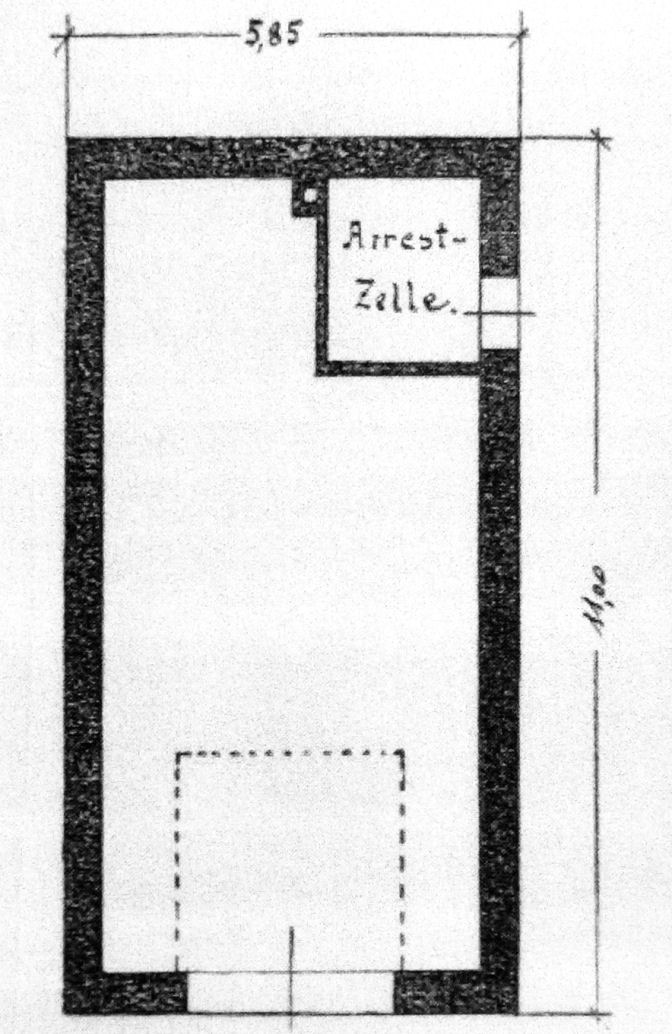
Arrestzelle in einem Spritzenhaus von 1910 in Gehrden, heute Gaststätte Türmchen

Die Arrestzelle (schweizerisch: Arrestlokal) ist ein Raum, in dem der Arrest vollzogen wird, sofern es sich nicht um einen Hausarrest handelt. Diese gibt es beim Militär und in Gefängnissen – bei letzteren gleichsam als Gefängnis im Gefängnis (siehe Arrest (JVA)). Im Bundeswehrjargon heißt die Arrestzelle auch „Café Viereck“. Insgesamt ist die Zelle weitgehend leer. Zum Schlafen wird eine Liege hineingestellt, die bis in die 1990er Jahre am Morgen wieder entfernt wurde. Entscheidend ist, dass die Arrestzelle den Insassen zu weitestgehender Untätigkeit zwingt. Das ist der Sinn dieser Bestrafung, die von der Hoffnung ausgeht, dass der Arrestant die erzwungene Untätigkeit zur Besinnung nutzt und das Unrechte des Tuns, dessentwegen er weggesperrt wurde, einsieht. In der Bundeswehr hatten Wehrpflichtige die im Arrest verbrachten Tage nachzudienen, entsprechend verzögerte sich das Datum ihrer endgültigen Entlassung aus dem Grundwehrdienst.
In der früheren akademischen Gerichtsbarkeit gab es für Studenten oder Gymnasiasten einen zeitweiligen Freiheitsentzug für mögliche Verfehlungen. Der Karzer ist der Funktion nach eine Gefängniszelle. Da aber die Zeiten des Freiheitsentzuges zum Zwecke der Züchtigung begrenzt blieben, war die in ihrer praktischen Anwendung einer Arrestzelle ähnlicher. Dennoch mussten sie manchmal mehrere Wochen in diese Zelle, so dass einige Couleurstudenten viel Zeit hatten, sich an den Wänden im Karzer künstlerisch zu verewigen. Nicht nur Gemaltes oder Gezeichnetes, sondern auch Gravuren von bemerkenswerter Qualität sind hierbei entstanden. Einen Eindruck davon macht unter anderem der Universitätskarzer in Marburg.
Dagegen dienen Ausnüchterungszellen, die in der Ausstattung ebenfalls karg sind, nicht der Bestrafung, sondern der Gefahrenabwehr.

## Schweiz
Gemäß Art. 191 Abs. 1 MStG sind die Arrest-„Strafen“ während des Militärdienstes in der Regel sofort nach Eintritt der Rechtskraft zu vollziehen. Die hierfür von der Truppe zu stellenden Arrestlokale müssen den gesundheitspolizeilichen Anforderungen genügen (Art. 190 Abs. 3 S. 1 MStG). Außer Zeitungen, religiösen Schriften und militärischen Dienstvorschriften dürfen in der Arrestzelle grundsätzlich keine anderen Druckerzeugnisse vorhanden sein; der Kommandant kann Ausnahmen zulassen (Art. 190 Abs. 5 MStG).
Für Kader sind womöglich besondere Arrestlokale zu schaffen, welche von denjenigen der Truppe getrennt sind (Art. 191 Abs. 4 MStG).
Arrestlokale werden nicht bloß zum Vollzug der Disziplinarstrafen verwendet, sondern gegebenenfalls auch zur vorläufigen Festnahme des Verdächtigen. Der Aufenthalt in den Arrestlokalen zu privaten Zwecken (zum Beispiel für einen ungestörten Schlaf) wird manchmal im sogenannten Dienstbefehl untersagt.